# India ai Giochi della IX Olimpiade
L'India  partecipò ai Giochi della IX Olimpiade, svoltisi ad Amsterdam, Paesi Bassi, dal 28 luglio al 12 agosto 1928,  
con una delegazione di 21 atleti impegnati in 2 discipline,
aggiudicandosi 1 medaglia d'oro.

## Medagliere
| Medaglia | Atleta | Sport           |
| -------- | --- | --------------- |
| Oro      | Richard Allen Dhyan Chand Maurice Gateley William Goodsir-Cullen Leslie Hammond Feroze Khan George Marthins Rex Norris Broome Pinniger Michael Rocque Frederic Seaman Ali Shaukat Jaipal Singh Santosh Manglani Kher Singh Gill | Hockey su prato |